# ベルリン動物園駅
座標: 北緯52度30分25.8秒 東経13度19分57.3秒 / 北緯52.507167度 東経13.332583度
ベルリン動物園駅(ベルリンえき、Bahnhof Berlin Zoologischer Garten、バーンホフ・ベルリン・ツォーロギッシャー・ガルテン)は駅名の由来にもなっているベルリン動物園の最寄駅である。シャルロッテンブルク＝ヴィルマースドルフ区のハルデンベルク広場に面しており、カイザー・ヴィルヘルム記念教会も近く、破壊された尖塔が駅前から見える。地元では略してツォー（Zoo、動物園）駅と呼ばれることが多い。
元々は郊外の駅だったが、第二次世界大戦後にベルリンの都心部が東ベルリンに属していたため、西ベルリンのターミナル駅として機能していた。この時代に駅周辺は商業の中心地となった。しかしベルリンの壁崩壊後、この駅の拠点性は低下した。
現在でもベルリン市内の交通拠点として、ベルリン地下鉄やベルリンSバーン、レギオナルバーン、レギオナルエクスプレスなどの鉄道の他、路線バスのターミナルとなっている。中央駅開業後は長距離列車は一部を除いて通過している。地下鉄は U2・U9 が、Sバーンは S3・S5・S7・S9の各系統が乗り入れている。

## 沿革
ベルリン動物園駅はベルリン市街線の駅として1882年2月に開業している。1902年には最初のベルリン地下鉄の路線が開業した(現在ののU2)。1934年から1940年にかけて駅の改修が行われ線路の増設も行われた。1961年8月には U2 の下に新しい地下鉄路線 U9 が開業している。2006年のベルリン中央駅開業までは長距離列車も発着するターミナル駅として機能していた。

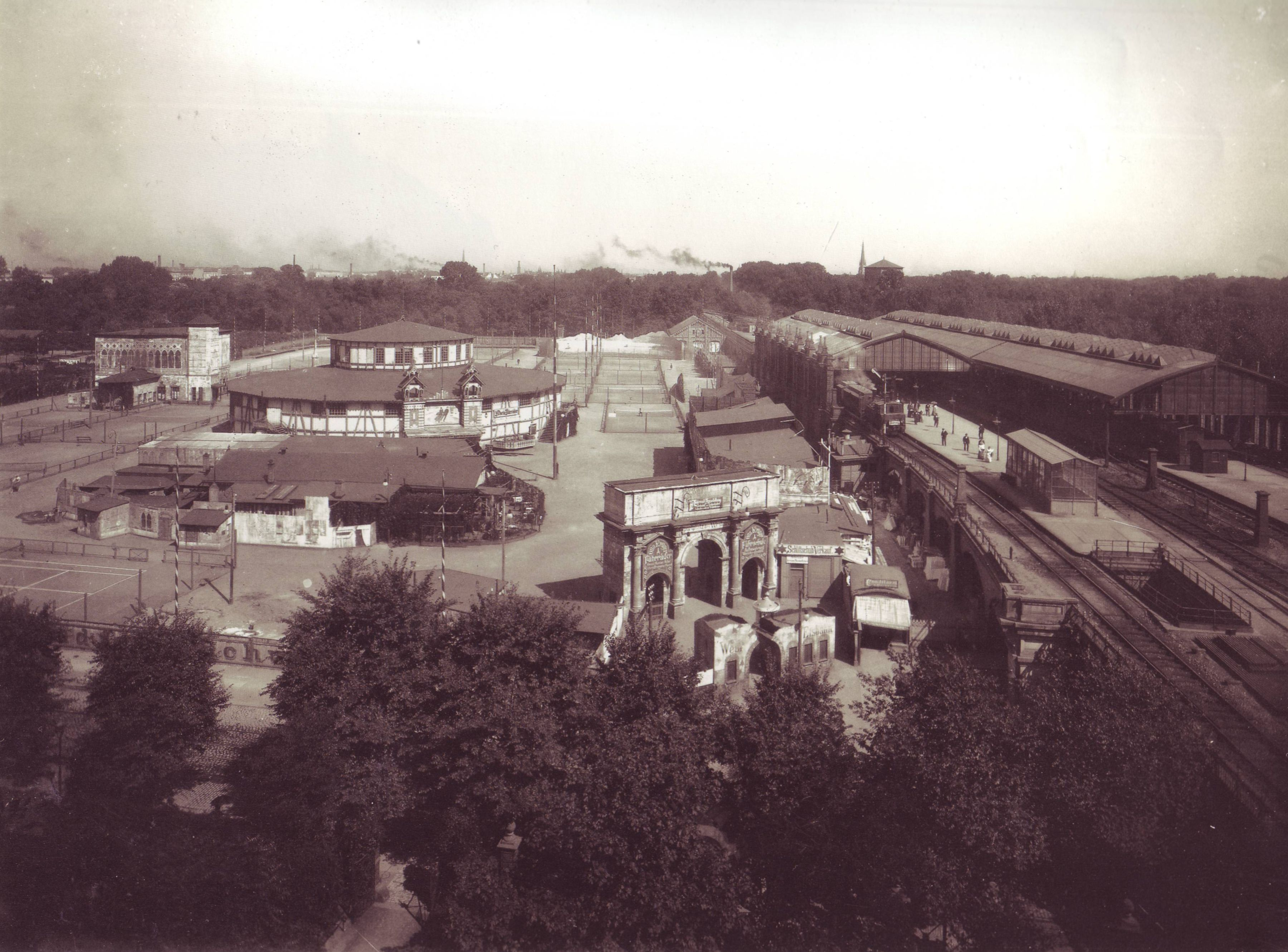
1898年当時の動物園駅
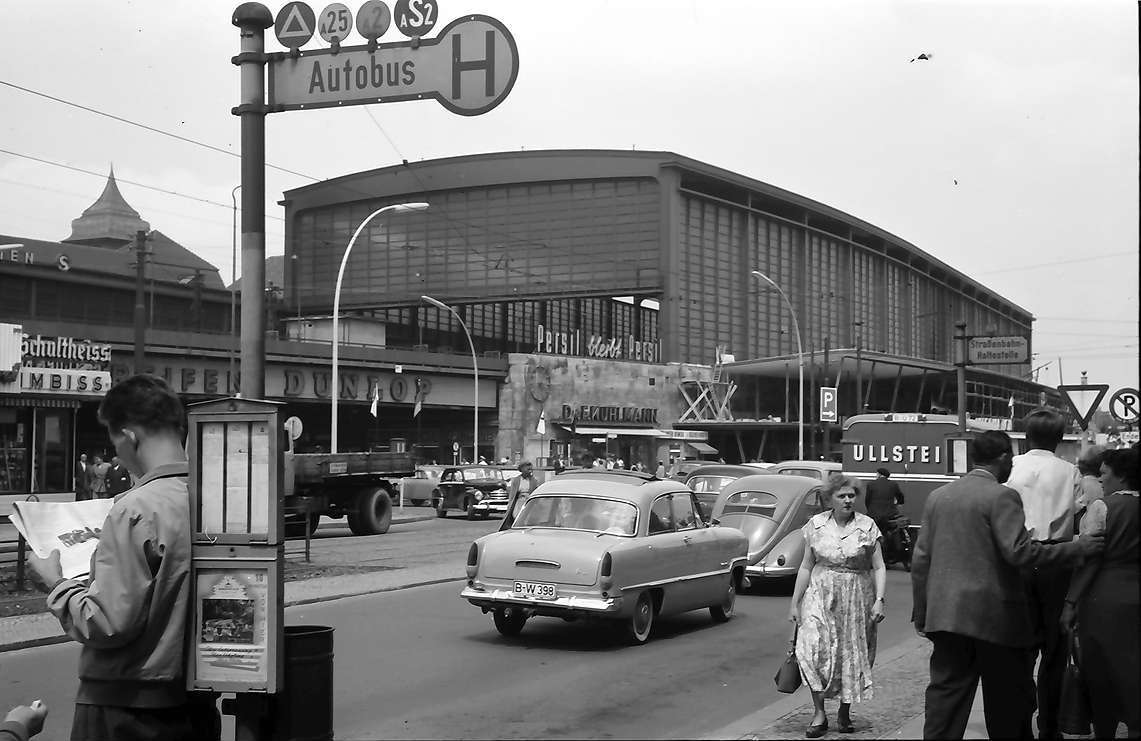
1957年当時の動物園駅
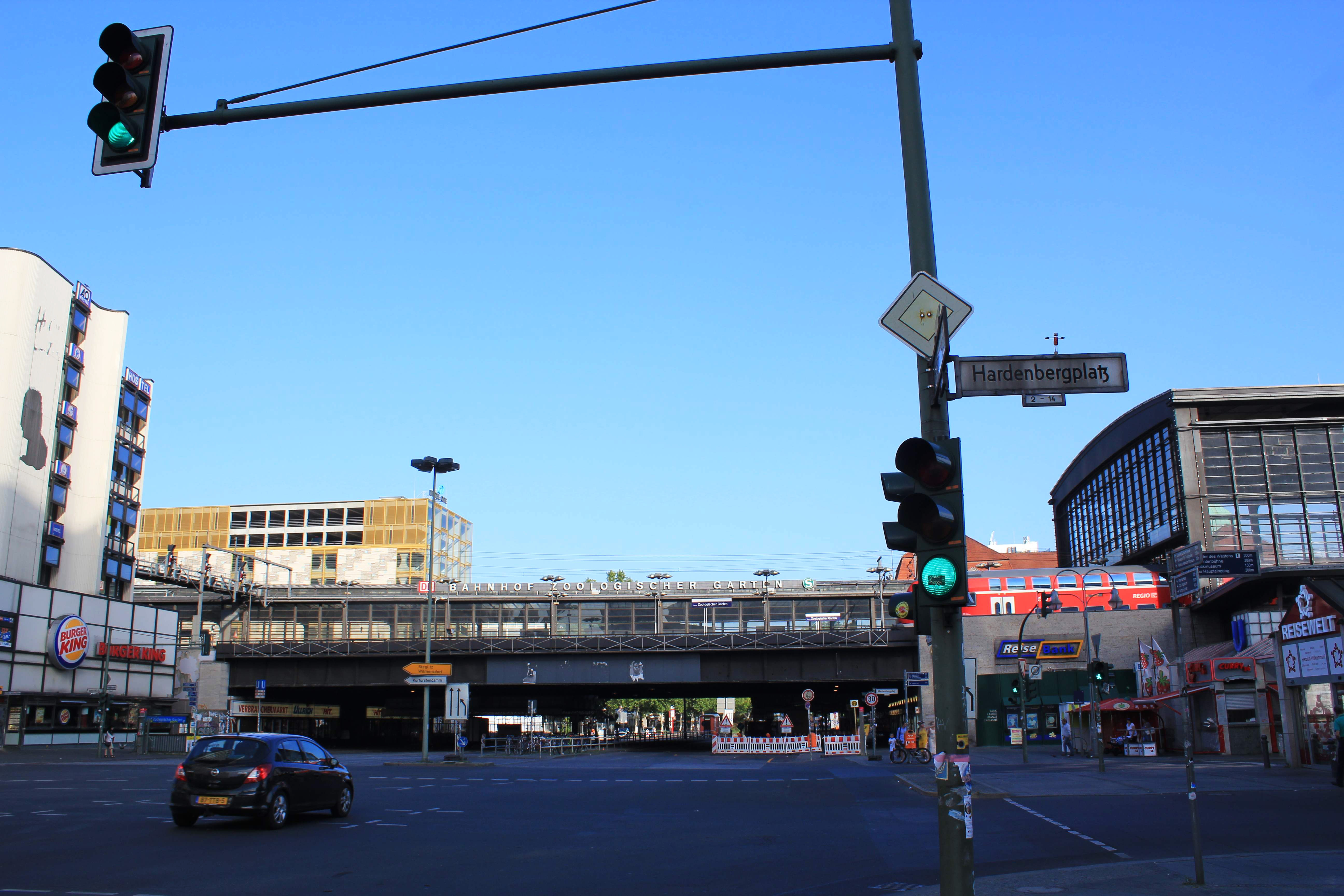
2014年7月 ベルリン動物園駅

## 駅データ
- DS100コード BZOO
- 駅コード 0533
- カテゴリー 2

## 駅周辺
- ベルリン動物園
- カイザー・ヴィルヘルム記念教会